# Denkmal für die Befreiungskriege (Zitz)

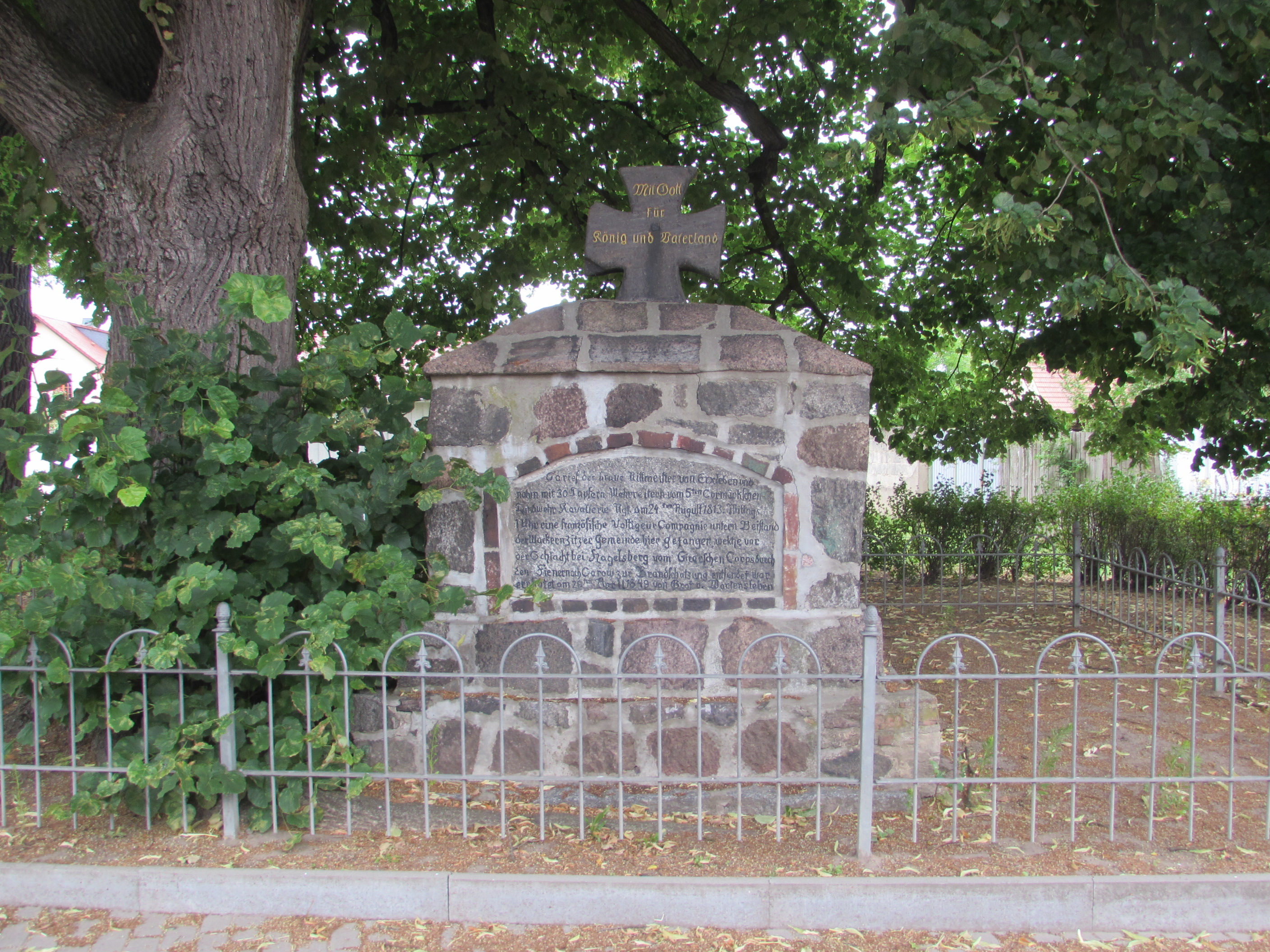
Das Zitzer Denkmal für den Kampf in den Befreiungskriegen am 29. August 1813 im Ort

Im Dorf Zitz in der Gemeinde Rosenau im Westen des Landes Brandenburg befindet sich ein Denkmal für die Befreiungskriege, welches an Kämpfe eines preußischen Kavalleriekorps mit einem französischen Truppenverband erinnert. Es ist als Baudenkmal ausgewiesen.

## Geschichte
1813 kam es während der Befreiungskriege im Vorfeld der Schlacht bei Hagelberg bei und in Zitz zu Kämpfen zwischen preußischen und französischen Einheiten. Im Zuge eines Aufklärungseinsatzes gegen Truppenverbände des französischen Generals Jean-Baptiste Girard, der bei Ziesar vermutet wurde, zog am 24. August Friedrich August Ludwig von der Marwitz mit vier Bataillonen, drei Schwadronen und einem Geschütz von Brandenburg an der Havel aus. Der Verband zog über die damalige Heerstraße Brandenburg–Magdeburg. Bei Viesen wurden die Infanteriebataillone und die Kanone postiert. Die drei Kavallerieschwadronen begannen in der Folge mit einem vierten eines Rittmeisters von Erxleben, welches im Bereich auf einem Vorposten stand, die Aufklärung gegen die Franzosen.
Die 2. Schwadron unter einem Leutnant Lessing stieß in der Nähe Viesens auf einen französischen Vorposten, den es bis hinter Rogäsen verfolgte und über den Fiener Damm verjagte. Dabei fielen den Preußen drei Gefangene des 13. Husarenregiments in die Hände. Von der Marwitz beabsichtigte, die Franzosen über den Damm durch das Fiener Bruch zu verfolgen. Jedoch wurde er durch Bauern informiert, dass im nahe gelegenen Zitz diesseits des Dammes eine französische Abteilung seit dem vorherigen Tag lag und Lebensmittel und Vieh plünderte. Da unter den Bedingungen einer ungesicherten Seite ein Überqueren des Bruchtals, man hätte die Franzosen im Rücken gehabt, nicht angeraten war, wurde die Schwadron Erxlebens zur Sicherung der Lage ausgeschickt.
Den etwa 30 Reitern des 5. Kurmärkischen Landwehr-Kavallerie-Regimentes gelang es einen Angriff den Hang der Karower Platte hinabreitend und mit Hilfe der Zitzer Dorfbevölkerung die etwa 120 plündernden Soldaten der 3. Voltigeur-Kompagnie des 26. leichten französischen Regimentes nach kurzem Gefecht aufzureiben und etwa 100 gefangen zu setzen. 1 Kapitän, 1 Leutnant und 98 Soldaten sollen den Preußen in die Hände gefallen sein. Mehrere Franzosen fielen, lediglich einem sei die Flucht gelungen. Auf preußischer Seite wurden 7 verletzte Soldaten, 1 getötetes und 9 verwundete Pferde gezählt. Einer der Verletzten war der durch Bajonettstiche verwundete Rittmeister von Erxleben.
Die Gefangenen wurden nach Brandenburg an der Havel geführt. Von ihnen erfuhren die Preußen von einer etwa 9.000 Mann starken Division in Ziesar und der französischen Kavallerie beim Dorf Bücknitz. Wenig später zeigten sich die französischen Verbände jenseits des Fiener Dammes, zogen sich jedoch aufgrund der preußischen Sicherung wieder zurück. Von Marwitz wagten seinerseits aufgrund drohender Verluste auch keinen Gang über den Damm, da dieser auf der Südseite durch französische Infanterie geschützt wurde. Da der Aufklärungseinsatz erfolgreich war, kehrte von der Marwitz vielmehr nach Brandenburg zurück.

## Denkmal
Am 29. April 1849 ließ Gustav Ludwig Graf von Wartensleben an der Dorfstraße in Zitz ein Denkmal zum Gedenken an die Kämpfe im Dorf und die Hilfe der Zitzer Dorfbevölkerung bei der Überwältigung der 120 plündernden französischen Soldaten errichten. Das Rittergut Karow der Familie von Wartensleben, welches westlich Zitz lag, war ebenfalls  Ziel der französischen Plünderer gewesen.

Der Text auf dem aus Feldsteinen gemauerten Denkmal ist zweigeteilt. Auf einem steinernen, nachempfundenen Eisernen Kreuz steht in vergoldeter Schrift „Mit Gott für König und Vaterland“. Auf dem massiven Sockel: 

„So rief der brave Rittmeister von Erxleben und nahm mit 30 tapferen Wehrreitern vom 5ten Curmärschen Landwehr Kavallerie Rgt. am 24ten August 1813. Mittags 1 Uhr eine französische Voltigeur Compagnie unter Beistand der wackern Zitzer Gemeinde hier gefangen, welche vor der Schlacht bei Hagelsberg vom Girarschen Corps durch den Fiener nach Carow zur Brandschatzung entsendet war“

 Darunter ist vermerkt, „errichtet am 29ten April 1849 von Graf v. Wartensleben“.